# Palaeophasianus
Palaeophasianus meleagroides (Палеофазаніус) — вид викопних птахів вимерлої родини Geranoididae з ряду журавлеподібних (Galliformes), що мешкав у ранньому еоцені (близько 45 млн років тому) у Північній Америці. Різні дослідники також відносять вид до ряду куроподібних родин тетерукові або краксові, або до ряду журавлеподібних родини арамові.